# 非洲艾虎
非洲艾虎（學名Ictonyx striatus），屬於食肉目鼬科，其种加词“striatus”意为“有条纹的”。牠主要生活在乾旱和乾燥的氣候下，如非洲中部、南部和撒哈拉以南的大草原和開放地區，但不包括剛果盆地和西非沿海地區。
夜行動物。體長60釐米，其中尾長20釐米。壽命可達15年。

## 防禦機制
非洲艾虎是一種侵略性和領土意識非常強的動物。通常利用糞便和肛門臭腺噴霧標誌著牠的領土。由臭腺釋放的噴霧可使對手暫時失明並刺激粘膜導致強烈的燒灼感。